# Ampelocissus frutescens
Ampelocissus frutescens är en vinväxtart som beskrevs av B.R. Jackes. Ampelocissus frutescens ingår i släktet Ampelocissus och familjen vinväxter. Inga underarter finns listade i Catalogue of Life.